# ديفيد كارجيل
ديفيد كارجيل (بالإنجليزية: David Cargill)‏ هو لاعب كرة قدم بريطاني، ولد في 21 يوليو 1936 في Arbroath ‏ في المملكة المتحدة، وتوفي بنفس المكان في 20 نوفمبر 2011. لعب مع ديربي كاونتي وشيفيلد وينزداي ولينكولن سيتي أف سي ونادي بيرنلي.